# Julius Hermann Schultes (1820-1887)
Pour les articles homonymes, voir Schultes.
Julius Hermann Schultes  est un médecin et un botaniste autrichien, né le 10 octobre 1820 à Landshut et mort le 7 novembre 1887 à Munich.

## Biographie
Il est diplômé de médecine à l’université de Munich en 1843. De 1843 à 1852, il est conservateur à l’herbier de Leyde. Il travaille à partir de 1852 sur la Flora Brasiliensis sous Carl Friedrich Philipp von Martius (1794-1868). À partir de 1854, il est assistant à l’herbier de Munich.
Son père Josef August Schultes (1773-1831), et son frère, Julius Hermann Schultes (1804-1840), sont tous deux également botanistes.